# Operation Salomon

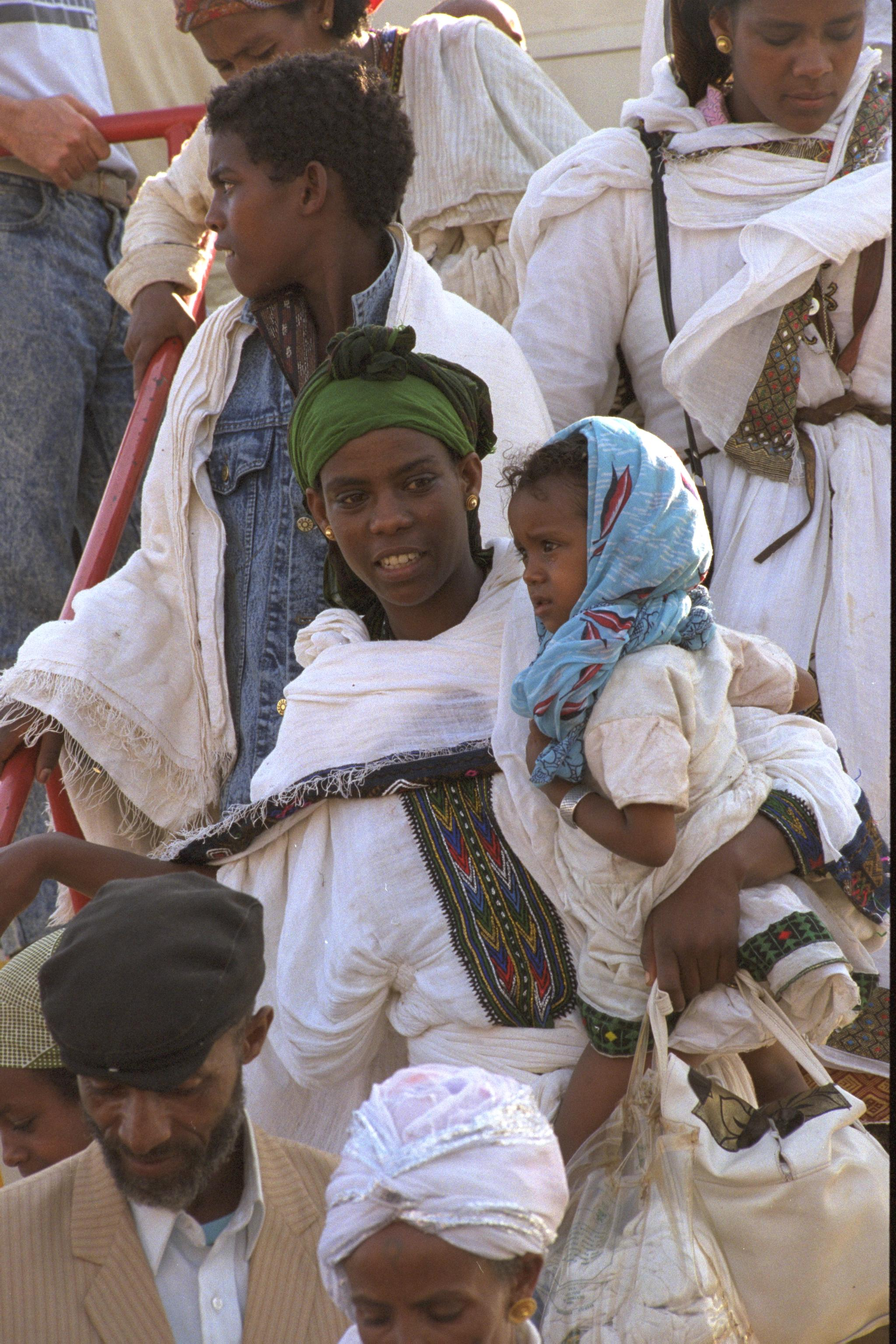
Beta Israel bei ihrer Ankunft in Israel am 24. Mai 1991

Operation Salomon war eine israelische Militäroperation im Jahre 1991 mit dem Ziel, äthiopischen Juden die Auswanderung nach Israel zu ermöglichen.

## Ausgangslage
Mit der Operation Moses vom 21. November 1984 bis 5. Januar 1985 kamen mit einer Luftbrücke ca. 8000 äthiopische Juden (auch genannt Beta Israel oder Falaschen) nach Israel. Nach Bekanntwerden der Aktion musste sie auf Veranlassung arabischer Staaten abgebrochen werden. Die in Äthiopien verbliebenen Beta Israel flohen vor dem Äthiopischen Bürgerkrieg in die Hauptstadt Addis Abeba auf das Gelände der israelischen Botschaft. Im November 1990 wurde eine Einigung zwischen Äthiopien und Israel erzielt, dass einzelne Personen im Rahmen der Familienzusammenführung nach Israel ausreisen durften. Als Gegenleistung erhielt Äthiopien eine Zahlung von 40 Millionen Dollar als Wirtschaftshilfe.
Gleichzeitig begannen aufgrund der Schwächen des Mengistu-Regimes Planungen, alle ausreisewilligen Beta Israel mit einer Luftbrücke nach Israel zu bringen.
Anfang 1991 konnten die Rebellen große Erfolge gegen das Mengistu-Regime erringen. Als die Rebellen nur noch 50 Kilometer vor der Hauptstadt standen, floh Anfang Mai Oberst Mengistu Haile Mariam mit seiner Regierung außer Landes. Israel nutzte das entstandene Machtvakuum für seine Rettungsaktion.

## Ablauf
Innerhalb von 35 Stunden und 25 Minuten brachten, beginnend am Donnerstag, dem 23., bis zum 25. Mai 1991, insgesamt 24 C-130 Transportflugzeuge der Israelischen Luftstreitkräfte sowie 10 zivile Flugzeuge der israelischen zivilen Luftfahrtgesellschaft El Al 14.324 Falaschen nach Israel.
Die eingesetzten Flugzeuge landeten in einem Takt von bis zu drei Maschinen in 30 Minuten. Die Flüchtlinge, die sich auf dem Gelände der israelischen Botschaft befanden, wurden in die nur mit Matratzen ausgelegten Maschinen gebracht. Ohne aufzutanken, flogen diese zurück nach Israel. Die eingesetzten 34 Maschinen unternahmen insgesamt 41 Flüge.
Daneben wurden zivile Flugzeuge eingesetzt, die dabei einen bislang ungebrochenen Weltrekord aufstellten: Eine Boeing 747-200 der El Al transportierte auf einem Flug 1.135, nach zwei Geburten während des Fluges sogar 1.137 Passagiere (nach anderen Quellen 1.086 / 1.088 Passagiere); ausgelegt ist die Maschine für 480 Passagiere. Damit brach der Flug den Rekord der meisten Passagiere in einem Flugzeug.
Ca. 1.500 Falaschen blieben in der von der Hauptstadt abgeschnittenen Region Gondar zurück. Sie wurden von November 2011 bis August 2013 im Rahmen der Operation Taubenflügel nach Israel gebracht. Vorher waren sie in einem Flüchtlingslager versorgt und auf die Ausreise vorbereitet worden.